# ADH
ADH er et akronym for antidiuretisk hormon, der også kaldes vasopressin . Det er et peptidhormon, der produceres i hjernens hypothalamus, og derefter lagres i hypofysens baglap, hvorfra det kan frigives til blodbanen. Det virker på nyrerne og nedsætter diuresen (urinudskillesen), heraf navnet antidiuretisk hormon. 
Ved sygdommen diabetes insipidus er produktionen af hormonet nedsat eller ophævet. ADH fremstilles syntetisk som lægemidlet desmopressin.

## Virkemåde
ADH-frigivelsen styres af nogle osmoreceptorer i hypothalamus, og hvis osmolariteten i blodet bliver højere end 300 mmol/l sendes et nervesignal fra hypothalamus til hypofysens baglap, der efterfølgende frigiver ADH til blodet. Hypothalamus fortæller os, at vi er tørstige.
ADH øger vandgennemtrængeligheden af membranerne i de distale rør og samlerørene i nyrerne ved indsættelsen af flere aquaporin 2-kanaler. Dette bevirker, at mere vand optages fra præurinen til blodet. Denne mekanisme forhindrer osmolariteten i blodet i at stige.
Under indtagelse af alkohol nedsættes funktionen af ADH, hvilket medfører at vi tit lader vandet. ADH virker også i tyktarmen, hvor det øger opsugningen af vand fra afføring til blod. Ved væskemangel kan der derfor opstå forstoppelse.
ADH stimulerer sekretionen af adreno-kortikotropt hormon (ACTH) fra hypofysens forlap (adenohypofysen).